# كأس ملك إسبانيا 1974–75
كأس ملك إسبانيا 1974–75 هي البطولة رقم 73 من بطولة كأس ملك إسبانيا. بدأت البطولة في 30 أكتوبر 1974 وانتهت مع المباراة النهائية في 5 يوليو 1975.

## دور الـ 32
| الفريق الأول      | إجم.           | الفريق الثاني    | مباراة الذهاب | مباراة الإياب |
| ----------------- | -------------- | ---------------- | ------------- | ------------- |
| ريال بيتيس        | 2-3            | خيمناستيك طركونة | 1-3           | 1-0           |
| ريكرياتيفو        | 5-3            | سلتا فيغو        | 1-2           | 4-1           |
| إيركوليس          | 6-3            | برشلونة ب        | 0-2           | 6-1           |
| لاس بالماس        | 2-3            | إسبانيول         | 1-1           | 1-2           |
| ديبورتيفو ليونيسا | 3-3 (4-3 (p.)) | أويرنسي          | 0-2           | 3-1           |
| ريال أوفييدو      | 1-1 (5-4 (p.)) | بورغوس           | 1-1           | 0-0           |
| سانت أندريس       | 1-4            | ريال مايوركا     | 0-3           | 1-1           |
| فالنسيا           | 5-3            | سبورتينغ خيخون   | 3-2           | 3-0           |

## دور الـ 16
| الفريق الأول   | إجم.           | الفريق الثاني | مباراة الذهاب | مباراة الإياب |
| -------------- | -------------- | ------------- | ------------- | ------------- |
| أتلتيكو مدريد  | 0-7            | برشلونة ب     | 5-0           | 2-0           |
| ريال بيتيس     | 2-0            | أتلتيك بيلباو | 0-0           | 0-2           |
| سيلتا فيغو     | 5-5 (4-2 (p.)) | ريال سرقسطة   | 4-2           | 1-3           |
| سي دي ملقا     | 3-2            | لاس بالماس    | 1-1           | 1-2           |
| أورينسي        | 3-1            | ريال مدريد    | 0-0           | 1-3           |
| ريال سوسيداد   | 3-4            | بورجوس        | 3-1           | 1-2           |
| سان أندريس     | 3-1            | برشلونة       | 1-2           | 0-1           |
| سبورتينغ خيخون | 2-1            | غرناطة        | 0-0           | 1-2           |

## ربع النهائي
| الفريق الأول  | إجم.           | الفريق الثاني | مباراة الذهاب | مباراة الإياب |
| ------------- | -------------- | ------------- | ------------- | ------------- |
| أتلتيكو مدريد | 2-3            | نادي غرناطة   | 2-0           | 1-2           |
| برشلونة       | 1-0            | ريال سرقسطة   | 0-0           | 0-1           |
| لاس بالماس    | 5-4            | ريال مدريد    | 0-4           | 5-0           |
| ريال سوسيداد  | 4-4 (6-5 (p.)) | أتلتيك بيلباو | 3-1           | 1-3           |

## نصف النهائي
| الفريق الأول  | إجم. | الفريق الثاني | مباراة الذهاب | مباراة الإياب |
| ------------- | ---- | ------------- | ------------- | ------------- |
| أتلتيكو مدريد | 0-2  | أتلتيك بيلباو | 2-0           | 0-0           |
| ريال سرقسطة   | 4-3  | ريال مدريد    | 2-2           | 1-2           |

## النهائي
| فريق 1     | نتيجة         | فريق 2        |
| ---------- | ------------- | ------------- |
| ريال مدريد | 0–0 (3-4 pen) | أتلتيكو مدريد |